# Freddy Hansson
Freddy Enok Hansson (født 1941, død 2023) var en dansk lydtekniker og musikproducer, bedst kendt for sit arbejde i først Rosenberg-studiet og siden Sweet Silence Studios.
Freddy Hansson gik i to år på en lydteknikeruddannelse i tilknytning til Den Danske Filmskole. Det var imidlertid bekendtskabet med nogle jazzplader, der i 1968 for alvor gjorde ham interesseret i indspilningsteknik. Han anskaffede sig en båndoptager og øvede sig ved at optage koncerterne i Jazzhus Montmartre. Her hørte han gruppen Delta Blues Band og et samarbejde om en pladeindspilning kom i stand. Hanssons første job som producer var således Delta Blues Bands debutalbum, der blev indspillet i 1970 i Wifos-studiet på Frederiksberg.
I 1970 kom han i kontakt med studieteknikeren Ivar Rosenberg, som han indledte et samarbejde med. Mellem 1971 og 1976 arbejdede han således hovedsageligt som lydtekniker i Rosenbergs nye studie, Rosenberg-studiet, hvor han kom til at sætte sit præg på lyden på en lang række af periodens danske pladeudgivelser. Blandt disse kan nævnes en række plader med blandt mange andre Gasolin', Sebastian, Gnags, Røde Mor og den grønlandske rockgruppe Sume. Hansson blev i disse år især fremhævet for sin tålmodighed og for sit fokus på mindre fremtrædende instrumenter som f.eks. bas og trommer.
I 1976 startede han Sweet Silence Studios, som i de følgende år overtog rollen som det førende pladestudie indenfor indspilningen af dansk rock. I 1980 blev hans medhjælper Flemming Rasmussen medejer af studiet.. Hansson var i 1978 desuden med til at starte pladeselskabet Ama'r Records sammen med Peter Ingemann samt Karsten Sommer, tidligere producer på Demos. Ama'r Records lukkede i midten af 80'erne.
Freddy Hansson forlod Sweet Silence i slutningen af 90'erne, hvorefter Flemming Rasmussen førte det videre alene, indtil det lukkede i 2008. I 2008 måtte det imidlertid lukke helt, da også bygningen i Njalsgade skulle rives ned.
Sweet Silence genåbnede i april 2014 under navnet Sweet Silence North, som en del af Musikkens Hus i Murergade i Helsingør, men lukkede igen i december 2017.
I januar 2018 flyttede studiet tilbage til København i Bandhotel SV og åbnede med Søren Berlevs Rock Hotel 12 februar 2018 og stadigvæk med Flemming Rasmussen ved roret. Hansson arbejdede efterfølgende med bl.a. webdesign i sit firma SweetSoft.